# Trachydoras
Trachydoras — рід риб з родини Бронякові ряду сомоподібних. Має 5 видів.

## Опис
Загальна довжина представників цього роду коливається від 6 до 11 см. Голова невелика, сплощена зверху. Очі помірно великі. Біля морди є 3 пари коротеньких вусиків. Тулуб стрункий. Спинний плавець має 4-5 м'яких променів, 1 жорсткий шип. Жировий плавець маленький. Грудні плавці широкі, з гострим шипом. Анальний плавець помірної довжини. Хвостовий плавець довгий, сильно розрізаний.
Забарвлення темних кольорів.

## Спосіб життя
Біологія погано вивчена. Зустрічаються в прісноводних водоймах. Воліють тихі спокійні місця. Вдень ховаються серед корчів. Активні вночі. Живляться дрібними безхребетними.

## Розповсюдження
Мешкають у басейні річок Амазонка, Оріноко, Ріу-Негру, Ессекібо, Парагвай, Уругвай, Парана, Ла-Плата.

## Види
- Trachydoras brevis
- Trachydoras gepharti
- Trachydoras microstomus
- Trachydoras nattereri
- Trachydoras paraguayensis
- Trachydoras steindachneri